# 83-XX
Classificazione delle ricerche matematiche: sezioni di livello 1

00-XX 01 03 05 06 08 | 11 12 13 14 15 16 17 18 19 20 22 | 26 28 30 31 32 33 34 35 37 39 40 41 42 43 44 45 46 47 49 | 
 51 52 53 54 55 57 58 | 60 62 65 68 | 70 74 76 78 | 80 81 82 83 85 86 | 90 91 92 93 94 97-XX
83-XX è la sigla della sezione primaria dello schema di classificazione
MSC dedicata a teoria della relatività
e alle teorie gravitazionali.
La pagina attuale presenta la struttura ad albero delle sue sottosezioni secondarie e terziarie.

## 98
relatività e teoria gravitazionale
- 83-00 opere di riferimento generale (manuali, dizionari, bibliografie ecc.)
- 83-01 esposizione didattica (libri di testo, articoli tutoriali ecc.)
- 83-02 presentazione di ricerche (monografie, articoli di rassegna)
- 83-03 opere storiche {!va assegnato almeno un altro numero di classificazione della sezione 01-XX}
- 83-04 calcolo automatico esplicito e programmi (non teoria della computazione o della programmazione)
- 83-05 articoli sperimentali
- 83-06 atti, conferenze, collezioni ecc.
- 83-08 metodi computazionali

## 83Axx
relatività speciale
- 83A05 relatività speciale
- 83A99 argomenti diversi dai precedenti, ma in questa sezione

## 83Bxx
questioni osservazionali e sperimentali
- 83B05 questioni osservazionali e sperimentali
- 83B99 argomenti diversi dai precedenti, ma in questa sezione

## 83Cxx
relatività generale
- 83C05 equazioni di Einstein (struttura generale, formalismo canonico, problemi di Cauchy)
- 83C10 equazioni di moto
- 83C15 soluzioni esatte
- 83C20 classi di soluzioni; soluzioni algebricamente speciali; metriche con simmetrie
- 83C22 equazioni di Einstein-Maxwell
- 83C25 procedure di approssimazione, campi deboli
- 83C27 gravità di reticolo, calcolo di Regge ed altri metodi discreti
- 83C30 procedure asintotiche (radiazione, funzioni news?notizie, K-spazi ecc.)
- 83C35 onde gravitazionali
- 83C40 energia gravitazionale e leggi di conservazione; gruppi di moti
- 83C45 quantizzazione del campo gravitazionale
- 83C47 metodi di teoria quantistica dei campi [vedi anche 81T20]
- 83C50 campi elettromagnetici
- 83C55 interazione macroscopica del campo gravitazionale con la materia (idrodinamica ecc.)
- 83C57 buchi neri
- 83C60 metodi degli spinori e metodi dei torsori?twistor; formalismo di Newman-Penrose
- 83C65 metodi di geometria noncommutativa [vedi anche 58B34]
- 83C75 singolarità dello spazio-tempo, censura cosmica ecc.
- 83C80 analoghi in piccole dimensioni
- 83C99 argomenti diversi dai precedenti, ma in questa sezione

## 83Dxx
teorie gravitazionali relativistiche diverse da quella di Einstein, incluse le teorie di campo asimmetriche
- 83D05 teorie gravitazionali relativistiche diverse da quella di Einstein, incluse le teorie di campo asimmetriche
- 83D99 argomenti diversi dai precedenti, ma in questa sezione

## 83Exx
teorie unificate, teorie di dimensione superiore e teorie di super campo
- 83E05 geometrodinamica
- 83E15 teorie di Kaluza-Klein ed altre teorie di dimensione superiore
- 83E30 teorie delle stringhe e teorie delle superstringhe [vedi anche 81T30]
- 83E50 supergravità
- 83E99 argomenti diversi dai precedenti, ma in questa sezione

## 83Fxx
cosmologia
- 83F05 cosmologia
- 83F99 argomenti diversi dai precedenti, ma in questa sezione